# Сусов, Михаил Валерьевич
Михаил Валерьевич Сусов (род. 8 октября 1967) — российский менеджер и предприниматель, в конце 1990-х — начале 2000-х — генеральный директор сотовой сети «Сонет», первый вице-президент МТС, затем топ менеджер в Х5 Retail Group, затем вице-президент в Сбербанке

## Биография
В 1993 году окончил Московский технический университет связи и информатики по специальности «инженер радиосвязи, радиовещания и телевидения».
С 1991 по 1996 год занимал должность генерального директора ТОО «Телеком».
В 1996 году перешёл в холдинг АФК «Система» и был назначен генеральным директором сотовой сети «Сонет».
В период с 2001—2002 годы занимал пост генерального директора ЗАО «Комстар».
В 2002 году перешёл на должность первого вице-президента в ОАО «Мобильные ТелеСистемы», проработав там до 2005 года. Присутствовал на играх телевизионной версии «Что? Где? Когда?» в качестве представителя компании — спонсора игры; в 2000 году на Юбилейных играх определял лучших игроков каждого выпуска.
В 2005 по 2008 год совместно с Аркадием Паничем основал телекоммуникационную компанию Effortel и занял в ней должность генерального директора. В том же году клиентом Effortel стала французская компания Carrefour. Первым совместным проектом Effortel и Carrefour стал запуск бельгийского виртуального мобильного оператора «1 Mobile».
В 2006 году получил степень MBA в Академии народного хозяйства.
В сентябре 2008 года занял должность директора по маркетингу X5 Retail Group. В июле 2009 года назначен генеральным директором сети «Перекрёсток».
В начале 2010-х годов занимал пост директора по корпоративным отношениям, руководил рядом проектов компании. 18 июня 2013 года покинул компанию по собственному желанию.
С декабря 2008 года по июнь 2009 года входил в состав совета директоров российской энергетической компании ОАО «ФСК ЕЭС», одновременно выполняя функции независимого директора.
С 9 апреля 2014 года занял пост президента «Столичной торговой компании» — структуры, управляющей сетью гастрономов «Глобус Гурмэ».
С конца 2014 года работает в ПАО «Сбербанк». В 2017 году занимает пост директора департамента недвижимости и эксплуатации.

## Личная жизнь
Первая жена Ирина Сусова
Вторая жена Варвара (Алена Владимировна Сусова, в девичестве Тутанова), выступил автором идеи создания её шоу-спектакля «Истоки».
Дети — Василий, Сергей от первого брака, дочь Варвара от второго.

## Награды
Обладатель звания «Global Leaders for Tomorrow-2003», присуждённого Davos World Economic Forum.